# Anna Łęcka
Anna Łęcka, född 7 januari 1980, är en polsk bågskytt. Han deltog vid olympiska sommarspelen 2000.